# Spoorlijn Saarbrücken - Neunkirchen
De spoorlijn Saarbrücken – Neunkirchen, ook wel Fischbachtalbahn genoemd, is een Duitse spoorlijn tussen Saarbrücken en Neunkirchen. De lijn is als spoorlijn 3240 onder beheer van DB Netze

## Geschiedenis
Het traject werd door de Königlich-Saarbrücker-Eisenbahn geopend op 15 oktober 1879.  

## Treindiensten
De Deutsche Bahn verzorgt het personenvervoer op dit traject met RB treinen.
| Serie | Treinsoort                      | Route                                                                                 | Bijzonderheden |
| ----- | ------------------------------- | ------------------------------------------------------------------------------------- | -------------- |
| RB 72 | Regionalbahn (DB Regio Südwest) | Saarbrücken Hbf – Merchweiler – Eppelborn – Lebach – Lebach-Jabach                    |                |
| RB 74 | Regionalbahn (DB Regio Südwest) | Illingen (Saar) – Neunkirchen (Saar) Hbf – Bexbach – Homburg (Saar) Hbf               |                |
| RB 76 | Regionalbahn (DB Regio Südwest) | Saarbrücken Hbf – Merchweiler – Neunkirchen (Saar) Hbf – Bexbach – Homburg (Saar) Hbf |                |

## Aansluitingen
In de volgende plaatsen is of was er een aansluiting op de volgende spoorlijnen:
Saarbrücken Hauptbahnhof
DB 3230, spoorlijn tussen Saarbrücken en Neunkirchen
DB 3231, spoorlijn tussen Rémilly en Saarbrücken
DB 3250, spoorlijn tussen Saarbrücken en Homburg
DB 3251, spoorlijn tussen Saarbrücken en Sarreguemines
DB 3264, spoorlijn tussen Saarbrücken Rangierbahnhof en Saarbrücken Hauptbahnhof
DB 3511, spoorlijn tussen Bingen en Saarbrücken
Saarbrücken-Schleifmühle
DB 3241, spoorlijn tussen Saarbrücken-Schleifmühle - aansluiting Saardamm
DB 3242, spoorlijn tussen Saarbrücken-Schleifmühle - aansluiting Saarbrücken West
Fischbach-Camphausen
DB 3245, spoorlijn tussen Fischbach-Camphausen en Grube Camphausen
Brefeld
DB 3244, spoorlijn tussen Brefeld en Grube Maybach
Merchweiler
DB 3243, spoorlijn tussen Merchweiler en Grube Göttelborn
Wemmetsweiler Kurve
DB 3277, spoorlijn tussen Wemmetsweiler Kurve en Wemmetsweiler Kurve Einmündung
Wemmetsweiler
DB 3274, spoorlijn tussen Wemmetsweiler en Nonnweiler
Schiffweiler
DB 3272, spoorlijn tussen Schiffweiler en Neunkirchen
Neunkirchen (Saar) Hauptbahnhof
DB 3270, spoorlijn tussen Neunkirchen Hauptbahnhof en Neunkirchen-Heinitz
DB 3271, spoorlijn tussen Neunkirchen en grube König
DB 3272, spoorlijn tussen Schiffweiler en Neunkirchen
DB 3273, spoorlijn tussen Neunkirchen Hauptbahnhof W169 en W342
DB 3276, spoorlijn tussen Neunkirchen-Dechen en grube Heinitz
DB 3278, spoorlijn tussen Neunkirchen Hauptbahnhof en Saarstahl Nordanschluss
DB 3279, spoorlijn tussen Neunkirchen en Hermineschacht
DB 3282, spoorlijn tussen Homburg en Neunkirchen
DB 3287, spoorlijn tussen Neunkirchen Hauptbahnhof W289 en W338
DB 3511, spoorlijn tussen Bingen en Saarbrücken

## Elektrificatie
Het traject werd tussen 1961 en 1966 geëlektrificeerd met een wisselspanning van 15.000 volt 16 2/3 Hz.

## Galerij

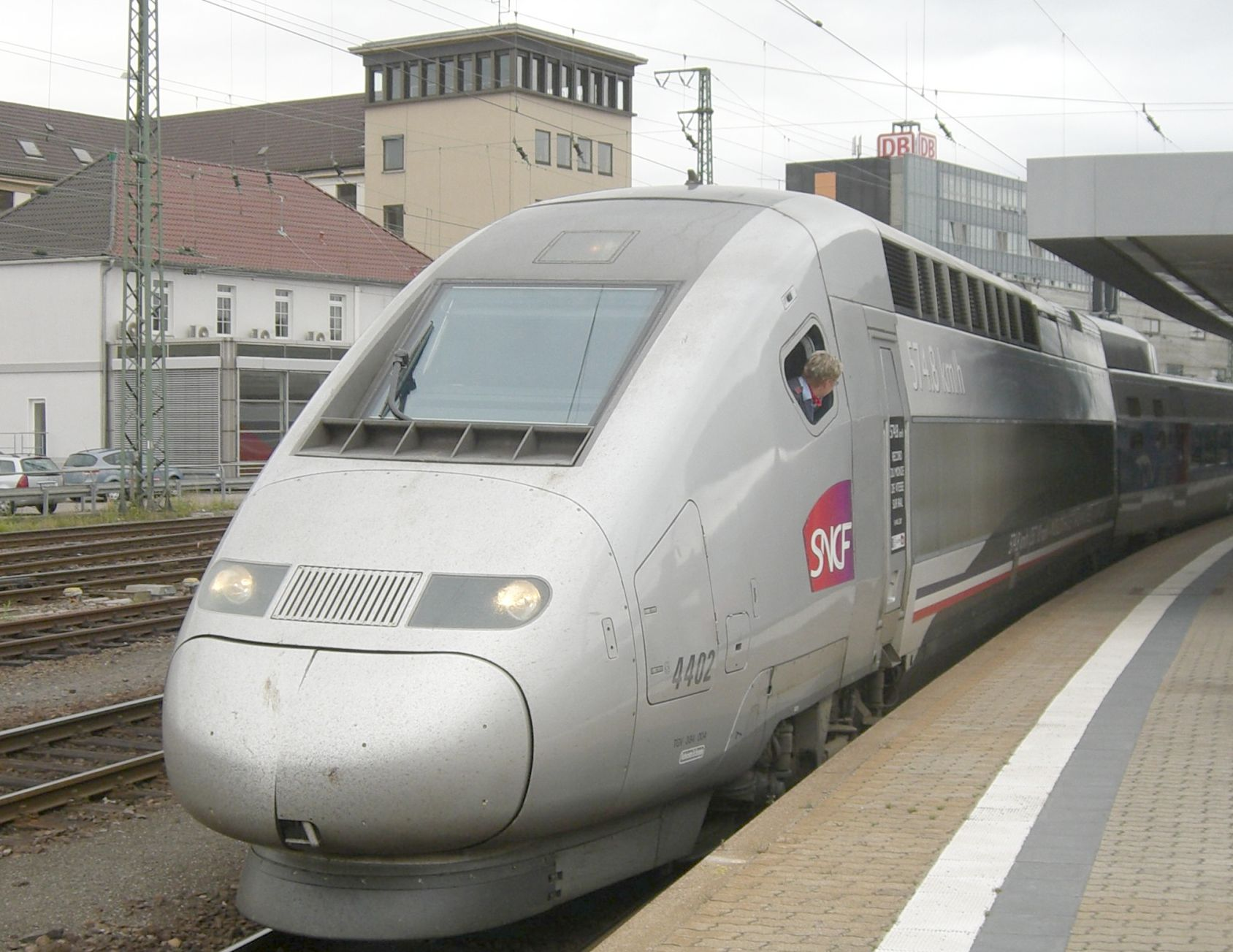
TGV POS als vervangende ICE Parijs - Frankfurt in Saarbrücken Hbf
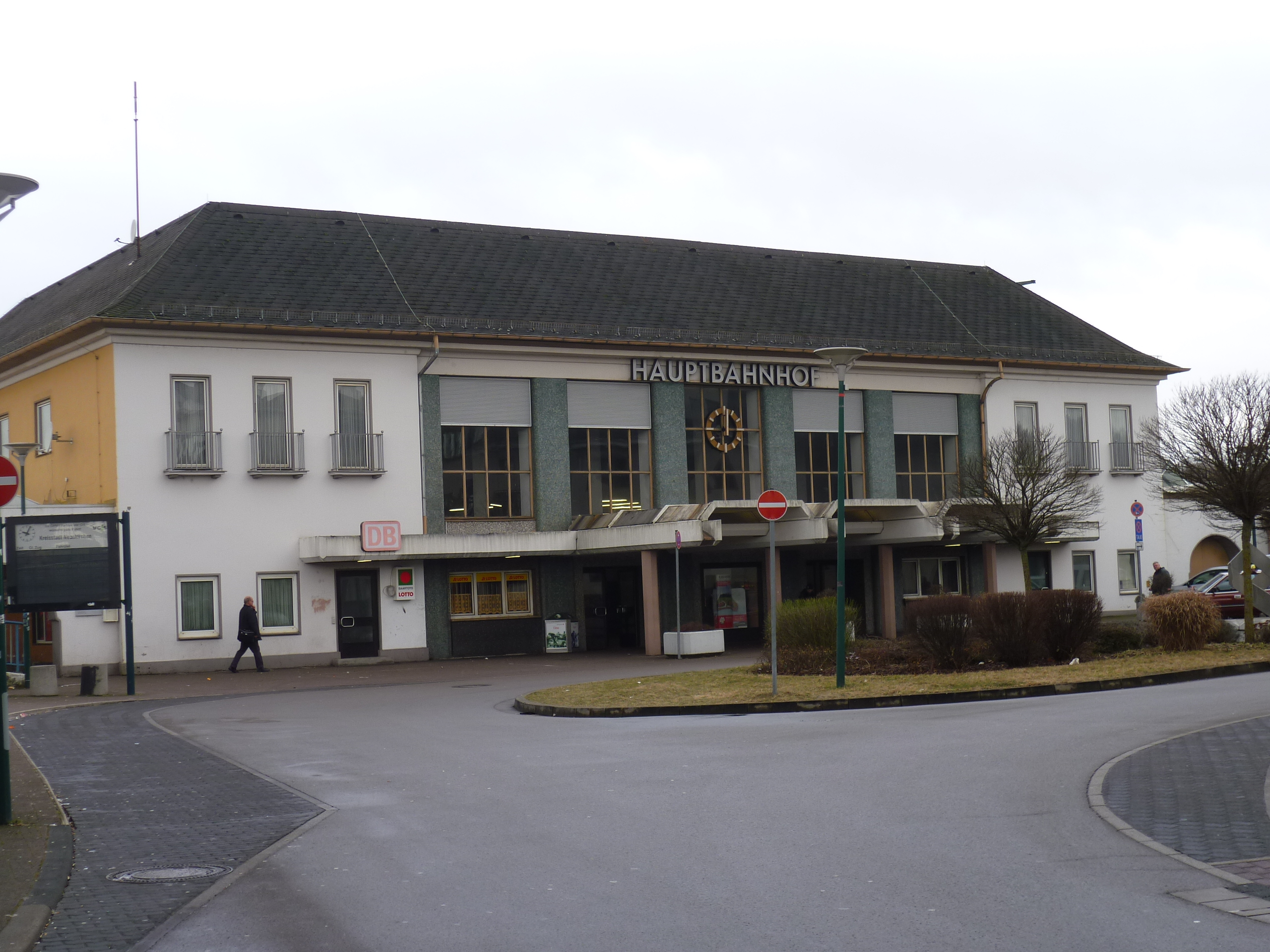
Neunkirchen (Saar) Hauptbahnhof